# Elena-Gabriela Ruseová
Elena-Gabriela Ruseová (* 6. listopadu 1997 Bukurešť) je rumunská profesionální tenistka. Ve své dosavadní kariéře na okruhu WTA Tour vyhrála jeden turnaj ve dvouhře, když triumfovala na Hamburg Open 2021. V rámci okruhu ITF získala šest titulů ve dvouhře a jedenáct ve čtyřhře.
Na žebříčku WTA byla ve dvouhře nejvýše klasifikována v květnu 2022 na 51. místě a ve čtyřhře v květnu 2023 na 32. místě. Trénuje ji Calin Ciorbagiu. Dříve tuto roli plnil Miron Marcel.
V rumunském týmu Billie Jean King Cupu debutovala v roce 2020 utkáním kvalifikačního kola proti Rusku, v němž prohrála dvouhru s Jekatěrinou Alexandrovovou a po boku Cristianové i čtyřhru. Rusky postoupily do finálového turnaje po vítězství 3:2 na zápasy. Do září 2025 v soutěži nastoupila ke čtyřem mezistátním utkáním s bilancí 2–1 ve dvouhře a 0–2 ve čtyřhře.

## Tenisová kariéra

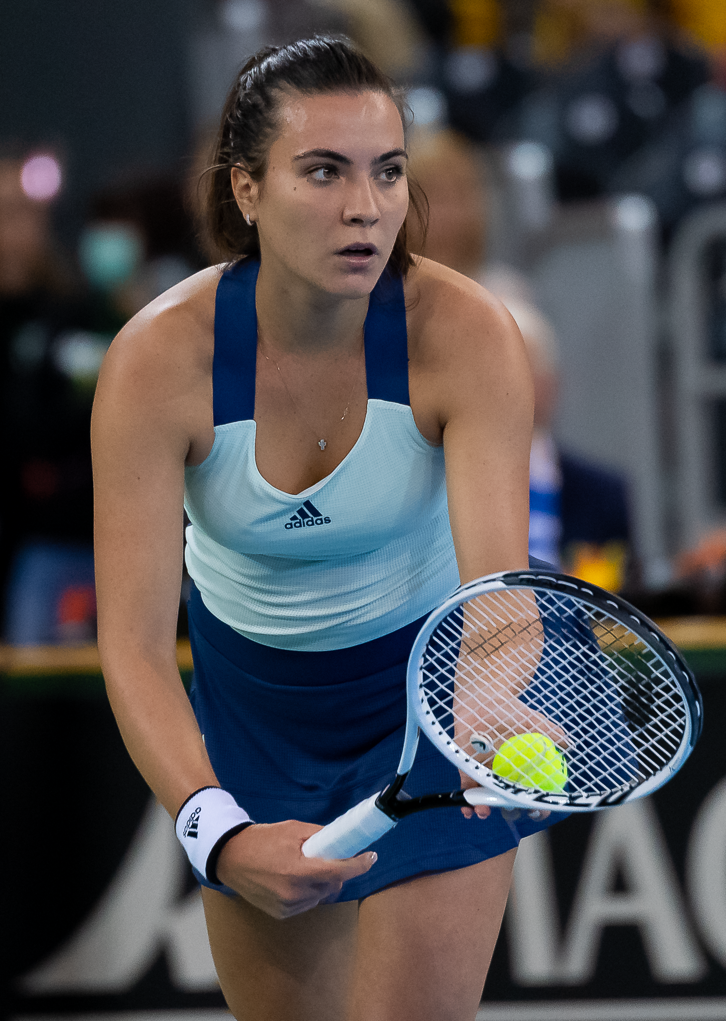
V Billie Jean King Cupu 2021

V rámci hlavních soutěží událostí okruhu ITF debutovala v červenci 2012, když na turnaj v severorumunském Jasy s dotací 10 tisíc dolarů obdržela s Loranou Constantinovou divokou kartu do čtyřhry. V prvním kole Rumunky podlehly rakousko-chorvatskému páru Ivana Horvathová a Tena Lukasová. Premiérový singlový titul v této úrovni tenisu vybojovala v prosinci 2015 na antalyjské události s rozpočtem deset tisíc dolarů. Ve finále přehrála Gruzínku Jekatěrinu Gorgodzeovou. Na juniorce grandslamu se nejdále probojovala do semifinále Wimbledonu 2014, v němž nenašla recept na Slovenku Kristínu Schmiedlovou.
Na okruhu WTA Tour debutovala ve čtyřhře BRD Bucharest Open 2015, do níž získala s Jaqueline Cristianovou divokou kartu. Na úvod je však přehrály krajanky Elena Bogdanová s Alexandrou Cadanțuovou. Ve druhém kole kvalifikace bukurešťské dvouhry ji vyřadila Řekyně Maria Sakkariová.
Premiérové finále na okruhu WTA Tour odehrála ve čtyřhře červencového BRD Bucharest Open 2019 po semifinálovém vítězství nad turnajovými jedničkami Irinou-Camelií Beguovou a Ralucou Olaruovou. V páru se stabilní spoluhráčkou Jaqueline Cristianové pak nezvládly boj o titul proti slovensko-české dvojici Viktória Kužmová a Kristýna Plíšková.
Debut v hlavní soutěži nejvyšší grandslamové kategorie přišel v ženském singlu Wimbledonu 2018 po zvládnuté tříkolové kvalifikaci, v níž na její raketě postupně dohrály Alexandra Cadanțuová, Arina Rodionovová a Barbara Haasová. V úvodním kole dvouhry však prohrála s polskou světovou třicítkou Agnieszkou Radwańskou až ve vyrovnaném závěru třetí setu. Wimbledon 2019 opustila v téže fázi po porážce od sedmnácté hráčky žebříčku Julie Görgesové.
Prní titul WTA si odvezla z antukového Hamburg European Open 2021, kde musela jako 198. hráčka
žebříčku projít dvoukolovou kvalifikací. Ve čtvrtfinále porazila čtvrtou nasazenou Daniellu Collinsovou a v semifinále turnajovou jedničku Dajanu Jastremskou, vracející se na okruh po půlročním dopingovém zákazu. Ve finálovém klání zdolala Němku Andreu Petkovicovou po dvousetovém průběhu. V srpnu pak debutovala na newyorském grandslamu, US Open 2021, kde jí časnou porážku přivodila Markéta Vondroušová. Členku první světové desítky poprvé porazila na úvod únorového Dubai Tennis Championships 2022, když vyřadila světovou pětku Paulu Badosovou. V předchozí kariéře přitom prohrála všech deset utkání s hráčkami ze světové třicítky. Ve druhém kole však podlehla krajance Simoně Halepové. Do semifinále prošla na halové antuce Rouen Open 2025, v němž získala jen dva gamy na pozdější vítězku Elinu Svitolinovou.

## Finále na okruhu WTA Tour
| Legenda                                      |
| -------------------------------------------- |
| D – dvouhra; Č – čtyřhra                     |
| Grand Slam (0)                               |
| Turnaj mistryň (0)                           |
| Premier Mandatory & Premier 5 / WTA 1000 (0) |
| Premier / WTA 500(0)                         |
| International / WTA 250 (1–3 D; 0–1 Č)       |

### Dvouhra: 4 (1–3)
| Stav       | č. | datum             | turnaj                       | kategorie | povrch    | soupeřka ve finále  | výsledek      |
| ---------- | -- | ----------------- | ---------------------------- | --------- | --------- | ------------------- | ------------- |
| Vítězka    | 1. | 11. července 2021 | Hamburk, Německo             | WTA 250   | antuka    | Andrea Petkovicová  | 7–6(8–6), 6–4 |
| Finalistka | 1. | 25. července 2021 | Palermo, Itálie              | WTA 250   | antuka    | Danielle Collinsová | 4–6, 2–6      |
| Finalistka | 2. | 22. října 2023    | Kluž, Rumunsko               | WTA 250   | tvrdý (h) | Tamara Korpatschová | 3–6, 4–6      |
| Finalistka | 3. | 15. června 2025   | 's-Hertogenbosch, Nizozemsko | WTA 250   | tráva     | Elise Mertensová    | 3–6, 6–7(3–7) |

### Čtyřhra: 1 (0–1)
| Stav       | č. | datum             | turnaj             | kategorie     | povrch | spoluhráčka           | soupeřky ve finále                 | výsledek      |
| ---------- | -- | ----------------- | ------------------ | ------------- | ------ | --------------------- | ---------------------------------- | ------------- |
| Finalistka | 1. | 21. července 2019 | Bukurešť, Rumunsko | International | antuka | Jaqueline Cristianová | Viktória Kužmová Kristýna Plíšková | 4–6, 6–7(3–7) |

## Tituly na okruhu ITF
| Kategorie okruhu ITF | Kategorie okruhu ITF |
| -------------------- | -------------------- |
| Turnaje W100         | Turnaje W80          |
| Turnaje W75/W60      | Turnaje W50          |
| Turnaje W35/W25      | Turnaje W15/W10      |

### Dvouhra (6 titulů)
| č. | datum         | turnaj               | kategorie | povrch | soupeřka ve finále     | výsledek           |
| -- | ------------- | -------------------- | --------- | ------ | ---------------------- | ------------------ |
| 1. | prosinec 2015 | Antalya, Turecko     | W10       | antuka | Jekatěrine Gorgodzeová | 1–6, 7–6(7–3), 6–2 |
| 2. | únor 2016     | Antalya, Turecko     | W10       | antuka | Josephine Boualemová   | 7–6(7–3), 0–6, 6–1 |
| 3. | únor 2016     | Antalya, Turecko     | W10       | antuka | Nina Potočniková       | 7–5, 4–6, 6–2      |
| 4. | duben 2016    | Hammámet, Tunisko    | W10       | antuka | Julia Grabherová       | 6–4, 6–1           |
| 5. | srpen 2017    | Bad Saulgau, Německo | W25       | antuka | Chiara Schollová       | 6–1, 6–2           |
| 6. | srpen 2017    | Arad, Romania        | W15       | antuka | Nina Potočniková       | 6–4, 6–1           |

### Čtyřhra (11 titulů)
| Č.  | datum       | turnaj                         | kategorie | povrch    | spoluhráčka            | poražené finalistky                            | výsledek                   |
| --- | ----------- | ------------------------------ | --------- | --------- | ---------------------- | ---------------------------------------------- | -------------------------- |
| 1.  | srpen 2015  | Arad, Rumunsko                 | W10       | antuka    | Jaqueline Cristianová  | Andreea Ghițescuová Katarína Strešnáková       | 6–3, 6–4                   |
| 2.  | únor 2016   | Antalya, Turecko               | W10       | antuka    | Peťa Aršinkovová       | Eleni Daniilidou Arina Folcová                 | 7–6(7–0), 6–4              |
| 3.  | únor 2016   | Antalya, Turecko               | W10       | antuka    | Dasha Ivanovová        | Adrijana Lekajová Viktorija Tomovová           | 7–6(7–1), 6–1              |
| 4.  | duben 2016  | Hammámet, Tunisko              | W10       | antuka    | Katharina Hobgarská    | Ola Abou Zekryová Snehadevi Reddyová           | 6–4, 6–4                   |
| 5.  | srpen 2017  | Hódmezővásárhely, Maďarsko     | W25       | antuka    | Eva Wacannová          | Martina Di Giuseppeová Anna-Giulia Remondinová | 6–3, 6–1                   |
| 6.  | září 2017   | Mamaia, Rumunsko               | W25       | antuka    | Anastasija Komardinová | Dea Herdželašová Oana Georgeta Simionová       | 3–6, 6–1, [10–6]           |
| 7.  | září 2018   | Montreux, Švýcarsko            | W60       | antuka    | Andreea Mituová        | Laura Pigossiová Maryna Zanevská               | 4–6, 6–3, [10–4]           |
| 8.  | leden 2020  | Andrézieux-Bouthéon, Francie   | W60       | tvrdý (h) | Jaqueline Cristianová  | Raluca Șerbanová Jekatěrine Gorgodzeová        | 7–6(8–6), 6–7(4–7), [10–8] |
| 9.  | říjen 2020  | Istanbul, Turecko              | W25       | tvrdý (h) | Jaqueline Cristianová  | Maia Lumsdenová Melis Sezerová                 | 6–3, 6–4                   |
| 10. | červen 2021 | Nottingham, Spojené království | W100      | tráva     | Monica Niculescuová    | Priscilla Honová Storm Sandersová              | 7–5, 7–5                   |
| 11. | červen 2024 | Ilkley, Spojené království     | W100      | tráva     | Kristina Mladenovicová | Quinn Gleasonová Tchang Čchien-chuej           | 6–2, 6–2                   |